# Eight Iron Men
Pour plus de détails, voir Fiche technique et Distribution.
Eight Iron Men est un film américain réalisé par Edward Dmytryk, sorti en 1952.

## Synopsis
Durant la Campagne d'Italie, le sergent américain Joe Mooney mène son escouade jusqu'au front lorsqu'il reçoit l’ordre de sa hiérarchie de ne pas porter d'aide à un soldat piégé dans le no man’s land.

## Fiche technique
- Titre : Eight Iron Men
- Réalisation : Edward Dmytryk
- Scénario : Harry Brown d'après sa pièce
- Musique : Leith Stevens
- Pays de production : États-Unis
- Format : Noir et blanc — 35 mm — 1,37:1 — Son : Mono
- Genre : Film dramatique
- Date de sortie : 1952

## Distribution
- Bonar Colleano : Collucci
- Arthur Franz : Carter
- Lee Marvin : Joe Mooney
- Richard Kiley :  Coke
- Nick Dennis :  Sapiros
- James Griffith :  Ferguson
- Dickie Moore :  Muller
- Barney Phillips : Captain Trelawny
- Robert Nichols : Walsh